# Estación de Baden (Argovia)
La estación de Baden es la principal estación ferroviaria de la comuna suiza de Baden, en el Cantón de Argovia.

## Historia
La estación fue inaugurada en el año 1847 con la apertura al tráfico de la línea férrea Zúrich-Baden, conocida como Spanisch-Brötli-Bahn, la línea ferroviaria más antigua de Suiza, siendo el edificio de la estación el más antiguo de las estaciones ferroviarias de Suiza que hoy en día aún está en servicio.

## Situación

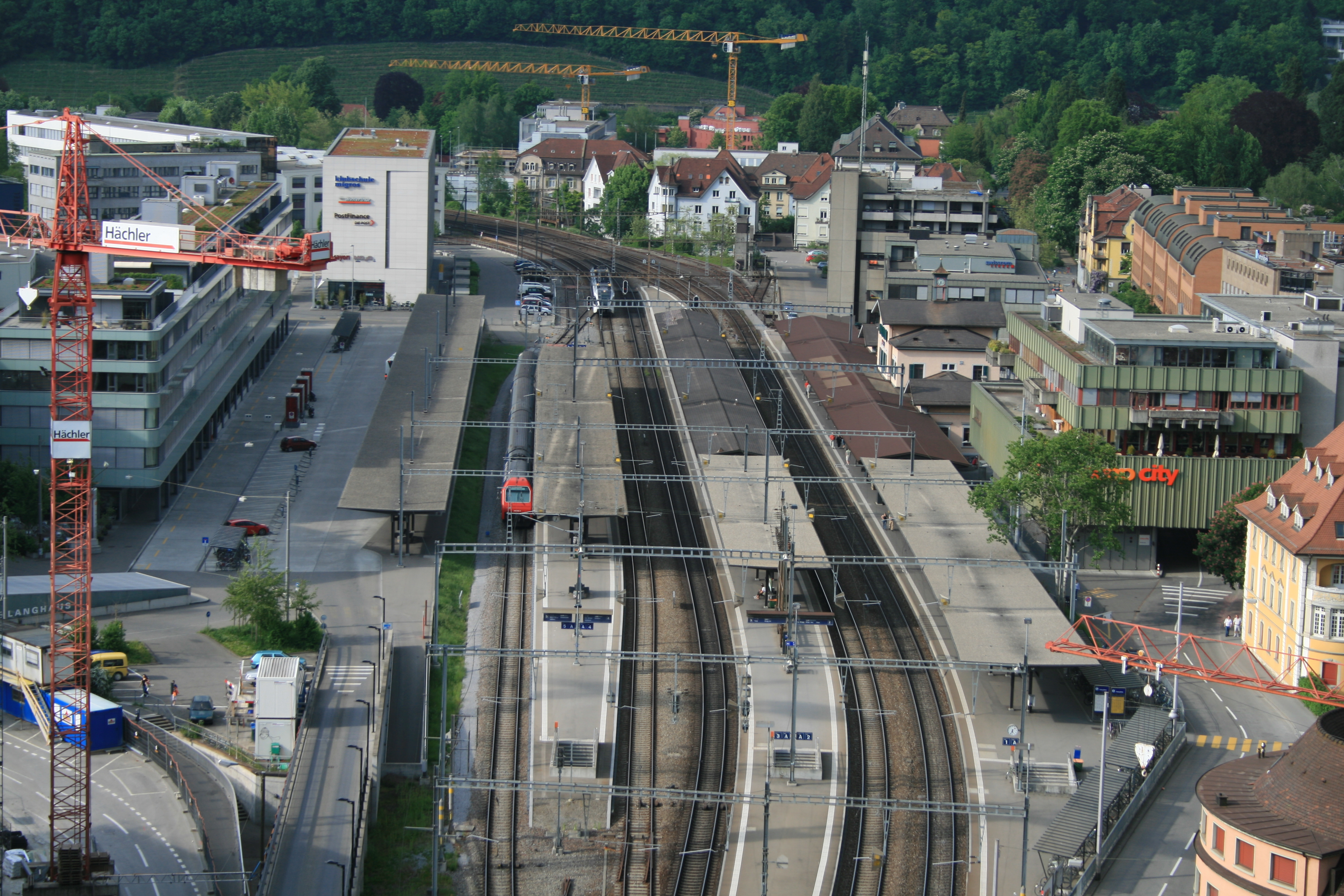
Vista general de los andenes y vías de la estación de Baden.

La estación se encuentra en el centro del núcleo urbano de Baden, cercana a la margen izquierda del río Limmat. Tiene un total de tres andenes, de los cuales dos son centrales y uno lateral, y cinco vías pasantes, a las que hay que sumar numerosas vías muertas destinadas al apartado y estacionamiento de material ferroviario.
La estación está situada en términos ferroviarios en la línea Zúrich-Baden-Basilea SBB, también conocida como línea del Bözberg. Sus dependencias ferroviarias colaterales son la estación de Wettingen hacia Zúrich y la estación de Turgi en dirección Basilea SBB.

## Servicios ferroviarios
Los servicios son prestados mayoritariamente por SBB-CFF-FFS, que ofrece conexiones de larga distancia, regionales y de cercanías. Algunos servicios nocturnos de larga distancia son prestados por DB.

### Larga distancia
- IR Berna - Olten - Aarau - Brugg - Baden - Zúrich.
- IR Basilea SBB - Frick - Brugg - Baden - Zúrich.
- IR Basilea SBB - Frick - Brugg - Baden - Zúrich Oerlikon - Zúrich Aeropuerto.

### Regional
- RE Olten - Aarau – Brugg – Baden - Wettingen. Esporádicamente algunos de estos trenes pueden continuar su viaje o proceder de Zúrich.

### S-Bahn
S-Bahn Zúrich
La estación está integrada dentro de la red de cercanías S-Bahn Zúrich, y en la que efectúan parada los trenes de varias líneas pertenecientes a S-Bahn Zúrich:
- S 6 Baden – Regensdorf-Watt – Zúrich HB – Uetikon
- S 12 Brugg – Altstetten – Zúrich HB – Stadelhofen – Winterthur – Schaffhausen/Wil
- S 19 (Koblenz – Baden –) Dietikon – Zúrich HB – Wallisellen – Effretikon (– Pfäffikon ZH)
- S N1 Winterthur – Zúrich HB – Baden – Lenzburg – Aarau

S-Bahn Argovia
Recibe servicios de diferentes líneas que forman parte de la red S-Bahn Argovia : 
- S 23 Langenthal - Olten - Aarau - Lenzburg - Brugg - Baden.
- S 27 Baden - Waldshut/Bad Zurzach.
- S 29 De esta línea únicamente recibe servicios esporádicos con origen o destino Olten.